# Сильнее смерти
Монумент «Сильнее Смерти» — мемориал жертвам ядерных испытаний на Семипалатинском ядерном полигоне. Он был торжественно открыт 29 августа 2001 года, в Семипалатинске, на острове «Полковничьем».

## Описание
Мемориал представляет собой стелу высотой 25 метров, которая отлита из сборно-монолитного железобетона, облицована полированными гранитными блоками и плитами из чёрного семипалатинского гранита «габбро». На монументе выбит силуэт «атомного гриба». Внизу находится беломраморная скульптура матери, которая своим телом укрывает ребёнка. Это символ материнской любви, способный защитить ребёнка от всех трудностей и ненастья.
Главный архитектором памятника стал Шота Уалиханов. Мемориал «Сильнее Смерти» символизирует все жертвы и потери в результате ядерных испытаний в период с 1949 по 1963 годы.

## Оценки
По мнению профессора Р. Ергалиева «Мать, дающая жизнь, спасающая в отчаянном порыве своё дитя, воплощена в этом памятнике как символ жизни, символ продолжения человеческого рода наперекор всем невзгодам и бедствиям».
По мнению В. Кацева Республика Казахстан — вторая в мире после Японии держава, пострадавшая от атомного оружия и отражение этой темы в монументальном искусстве Казахстана — дело чести архитекторов и художников.

## Статус памятника
25 апреля 2008 года был утверждён новый Государственный список памятников истории и культуры местного значения Семея, одновременно с которым все предыдущие решения по этому поводу были признаны утратившими силу. В списке значилось 55 объекта из Семея, среди которых и мемориал «Сильнее смерти».